# Weselące się narody
Weselące się narody – ogólnoświatowa seria kongresów (dużych spotkań religijnych) o charakterze międzynarodowym, zorganizowanych przez Świadków Jehowy w roku 1946.

## Kongres międzynarodowy w Cleveland
W dniach od 4 do 11 sierpnia kongres międzynarodowy odbył się w Cleveland, na Stadionie Miejskim i znajdującej się w pobliżu Hali Miejskiej. Był to pierwszy kongres międzynarodowy zorganizowany w jednym mieście. Uczestniczyło w nim przeszło 80 tysięcy osób, w tym 302 delegatów z 32 krajów, a w pobliskim jeziorze ochrzczono 2602 osoby (903 mężczyzn i 1699 kobiet). Wśród osób ochrzczonych na tym kongresie był również Arnoldo Castro – pierwszy Świadek Jehowy w Nikaragui, który po powrocie do Nikaragui podjął służbę pionierską.
Program był przeprowadzany w 3 sesjach: porannej, popołudniowej i wieczornej w 20 językach: angielskim, arabskim (112 uczestników), duńskim (700 obecnych), fińskim (134 uczestników), hiszpańskim (1009 uczestników), francuskim (525 uczestników), greckim (564 uczestników), litewskim (132 uczestników), niderlandzkim (193 uczestników), niemieckim (953 uczestników), norweskim (700 obecnych), ormiańskim (76 uczestników), polskim (1470 uczestników), portugalskim (78 uczestników), rosyjskim (272 uczestników), słowackim (840 uczestników), szwedzkim (700 obecnych), ukraińskim (800 uczestników), węgierskim (685 uczestników) i włoskim (574 uczestników). Przewodniczącym zgromadzenia był Grant Suiter.
Delegaci zostali zakwaterowani w hotelach oraz w specjalnie przygotowanym miasteczku kempingowym. Wynajęto też 38 pociągów, którymi zostali przywiezieni z różnych części Stanów Zjednoczonych. W czasie przerwy serwowano również posiłki. Wśród zgromadzonych była też grupa Świadków Jehowy, którzy na krótko przedtem zostali zwolnieni z więzienia McNeil Island, gdzie odsiadywali wyroki za odmowę odbycia służby wojskowej.

## Pozostałe kongresy
Inne oficjalne kongresy zorganizowane przez Towarzystwo Strażnica odbyły się w różnych częściach świata.

### Polska
22 września 1946 roku pierwszy po wojnie kongres ogólnokrajowy odbył się w (już nieistniejącej) Hali Targowej przy ul. Kościuszki w Katowicach. Obecnych było od 5320 do 5600 osób, w tym delegacje z całego kraju. Program zachęcił Świadków Jehowy w Polsce do gorliwej i ujednoliconej działalności.
Trzy miesiące wcześniej, 9 i 10 czerwca 1946 roku we wsi Borówek odbyło się pierwsze powojenne nieoficjalny kongres z udziałem 1500 osób. Chrzest odbył się w sąsiedniej wsi Poperczyn, w rzece Żółkiewce. Przyjęło go 260 osób.
21 i 22 lipca w Starczynowie (obecnie część Bukowna) odbyła się konwencja z udziałem 1400 osób. Ochrzczono 83 osoby. Przy tej okazji, 21 lipca, 280 głosicieli brało udział w działalności kaznodziejskiej w Olkuszu.

### Belgia
W dniach od 4 do 6 października odbyło się – w dwóch językach – zgromadzenie w Cirque Royal w Brukseli dla 2000 obecnych.

### Birma
Dwudniowe zgromadzenie zorganizowano również w Inzejn w Birmie, w którym uczestniczyło przeszło 100 osób.

### Brazylia
W październiku w Teatrze Miejskim w São Paulo program zgromadzenia przedstawiono w języku portugalskim, angielskim, niemieckim, polskim, rosyjskim i węgierskim, a wysłuchało go 1700 osób.

### Czechosłowacja
W dniach od 27 do 29 września 1946 roku odbyło się w Besedním du̇mu w Brnie pierwsze ogólnokrajowe zgromadzenie Świadków Jehowy w Czechosłowacji, w którym uczestniczyło 1700 osób, a 131 zostało ochrzczonych. Wśród uczestników zgromadzenia był Franz Zürcher z Berna w Szwajcarii, autor książki Krucjata przeciwko chrześcijaństwu, zawierającej raporty z niemieckich obozów koncentracyjnych, przemycone przez Świadków Jehowy, przebywających jeszcze na wolności w Niemczech w drugiej połowie lat 30. XX wieku.

### Niemcy

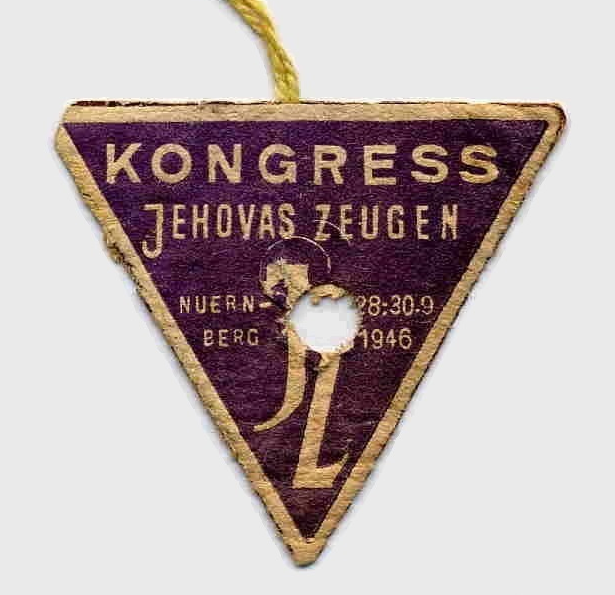
Plakietka kongresowa z 1946 w kształcie fioletowego trójkąta
(Norymberga, 28–30 września 1946)

W Norymberdze Świadkowie Jehowy w Niemczech uzyskali zgodę na wykorzystanie na zgromadzenie byłego hitlerowskiego placu defilad – Zeppelinwiese. Kongres odbył się w dniach od 28 do 30 września. W drugim dniu zjazdu Erich Frost, który spędził wiele lat w hitlerowskich obozach koncentracyjnych, wygłosił wykład publiczny „Chrześcijanie w piecu ognistym”. Oprócz 6000 Świadków Jehowy przemówienia tego wysłuchało 3000 mieszkańców miasta. Ostatni dzień zgromadzenia zbiegł się z terminem ogłoszenia wyroków w norymberskim procesie zbrodniarzy wojennych. Amerykańskie władze wojskowe zapowiedziały wprowadzenie na ten dzień godziny policyjnej, ale ze względu na postawę Świadków Jehowy wobec hitlerowskich prześladowań umożliwiono im kontynuowanie kongresu.
Przewodniczący zgromadzenia oświadczył: „Za cenę przeżycia tego dnia, który jest zaledwie przedsmakiem triumfu ludu Bożego nad wrogami w bitwie Armagedonu, warto było przesiedzieć 9 lat w obozie koncentracyjnym”. Wypowiedź ta była często cytowana przez prasę międzynarodową.
W kongresie zorganizowanym w Magdeburgu uczestniczyło 6000 osób.
W Niemczech zorganizowano również kongresy w Offenburgu (5–7 października; 620 obecnych), Kaiserslautern (850 obecnych) i Hamburgu (12–14 października; 4000 obecnych), Mühlheim (2500 obecnych) i Bielefeld (19–21 października; 2000 obecnych); Berlinie (2, 3 listopada; 2000 obecnych), Halle (9, 10 listopada; 1000 obecnych), Görlitz (16, 17 listopada; 1800 obecnych) oraz w Lipsku (7, 8 grudnia).

### Norwegia
We wrześniu i październiku w kongresach, które odbyły się w Oslo, Bergen i Trondheim, uczestniczyło ogółem 3011 osób, a 52 ochrzczono. Liczba głosicieli w Norwegii wynosiła wówczas 766 osób.

### Panama
Po raz pierwszy kongres odbył się w Panamie oraz Surinamie.

### Rumunia
W pierwszym ogólnokrajowym zgromadzeniu w Rumunii, zorganizowanym w dniach 28 i 29 września w Arenale Romale w Bukareszcie uczestniczyło 15 tysięcy osób, wśród nich prokurator generalny kraju i rumuński sekretarz ministra spraw wewnętrznych, oficerowie policji oraz grupa księży prawosławnych. Inni duchowni planowali w pobliżu eksplozję beczek z benzyną. Z pomocą policji udało się udaremnić ten plan. Ponad 1000 delegatów przyjechało na kongres specjalnym pociągiem. Wielu z delegatów miało ze sobą okolicznościowe afisze informujące o zgromadzeniu. Podczas programu ogłoszono, że czasopismo „Strażnica” w języku rumuńskim i węgierskim znowu będzie się ukazywać jako dwutygodnik, a wśród zgromadzonych rozprowadzono 1000 egzemplarzy pierwszego numeru.

### Węgry
Ogólnokrajowe zgromadzenie z udziałem 600 osób odbyło się w Nyíregyházie na Węgrzech.

### Pozostałe kraje
Większe zgromadzenia odbyły się m.in. również w Manili, Montrealu, Johannesburgu, w krajach karaibskich (San Juan w Portoryko; Trynidad i Tobago oraz Barbados) oraz w innych krajach.

## Ważne punkty programu
- Wykład publiczny: Książę Pokoju (opublikowany również w postaci broszury)[39]
- Rezolucja: Przyjęto specjalną rezolucję dotyczącą ogłaszania biblijnego orędzia o panującym od roku 1914 Królestwie Bożym, którego władcą jest Książę Pokoju, Jezus Chrystus oraz o tym, że jest to jedyny rząd powszechnego pokoju, bezpieczeństwa i sprawiedliwości[39].
- Petycja: Wystosowano petycję do prezydenta Stanów Zjednoczonych Harry’ego Trumana, zawierającą prośbę o ułaskawienie około 4300 Świadków Jehowy skazanych i uwięzionych za chrześcijańską neutralność[4].

Jednym z głównych punktów programu był wykład „Zadania związane z odbudową i rozbudową”, w którym – na kongresie w Cleveland – Nathan H. Knorr poinformował o planowanej rozbudowie drukarni Biura Głównego i domu Betel oraz rozszerzaniu działalności misjonarskiej Biblijnej Szkoły Strażnicy – Gilead. Zaraz po tym zgromadzeniu Nathan H. Knorr oraz Milton G. Henschel wyruszyli w podróż dookoła świata, by przystąpić do realizacji zapowiedzianych przedsięwzięć.
W przemówieniu „Wyposażony do wszelkiego dzieła dobrego” Nathan H. Knorr ogłosił wydanie nowej książki „Wyposażony do wszelkiego dzieła dobrego!”, która miała posłużyć za podręcznik w szkole służby kaznodziejskiej prowadzonej w zborach. Ponadto udostępniono książkę „Niech Bóg będzie prawdziwy”, która w latach 1946–1968 była podstawowym podręcznikiem do prowadzenia przez Świadków Jehowy bezpłatnych studiów biblijnych z osobami, które poznawały zasady ich religii.
Na kongresie ogłoszono wydanie pierwszego numeru czasopisma „Przebudźcie się!”, które od 6 października 1937 nosiło nazwę „Pociecha”, a wcześniej „Złoty Wiek”.
W czasie programu pokazano też, jak ma przebiegać zebrania zborowe (studium Strażnicy i zajęcia teokratycznej szkoły służby kaznodziejskiej). Wystąpiła także orkiestra złożona ze 160 muzyków, wolontariuszy.
Na kongresie międzynarodowym w Cleveland przekazano sprawozdania z prowadzonej działalności na Alasce, w Argentynie, Australii, Austrii, Brazylii, Danii, Dominikanie, Finlandii, Grecji, na Hawajach, Holandii, Hondurasie, Indiach, Irlandii, na Jamajce, Kanadzie, Kostaryce, na Kubie, Meksyku, na Nowej Fundlandii, w Nikaragui, Norwegii, Paragwaju, Południowej Afryce, Portoryko, w Stanach Zjednoczonych, Szwajcarii, Szwecji, Tajlandii, Wielkiej Brytanii oraz w Europie, Afryce, obu Amerykach i Oceanii.
W czasie trwania serii kongresów i po ich zakończeniu, w roku 1946 w języku angielskim wydano Report of the „Glad Nations” Theocratic Assembly (Sprawozdanie z teokratycznego zgromadzenia pod hasłem „Weselące się narody”).

## Kampania informacyjna
W miastach kongresowych zorganizowano kampanię informacyjną, polegającą na rozpowszechnianiu specjalnych zaproszeń na zgromadzenia. Przedpołudnia od pierwszego do trzeciego i piątego dnia programu międzynarodowych kongresów przeznaczone były na działalność kaznodziejską.